# 鶯沢工業高校前駅
鶯沢工業高校前駅（うぐいすざわこうぎょうこうこうまええき）は、宮城県栗原市鶯沢南郷上新反田にあったくりはら田園鉄道くりはら田園鉄道線の駅である。2007年（平成19年）、路線の廃止に伴い廃駅となった。

## 歴史
- 1952年（昭和27年）4月1日：駒場駅として開業。
- 1995年（平成7年）4月1日：鶯沢工業高校前駅に改称[1]。
- 2007年（平成19年）4月1日：廃止。

## 駅構造
単式ホーム1面1線を有する地上駅で、無人駅。

## 駅周辺
低い丘陵地を西から東に流れる鉛川の北岸、東西に長い平地に立地する。土地が高い北側に集落がある。当駅の利用客のほとんどを占め、駅名の由来でもある宮城県鶯沢工業高等学校は駅の東北東約200メートルの高台にあったが、生徒数の減少に伴う再編統合で2011年（平成23年）3月2日に閉校して宮城県岩ヶ崎高等学校鴬沢校舎に改称された。しかし、その鴬沢校舎も2018年（平成30年）3月31日に閉校している。南にはソニー宮城の工場があるが、その他は水田で、田んぼの間を国道457号が線路と同じく東西に走る。

## 隣の駅
くりはら田園鉄道
くりはら田園鉄道線
鶯沢駅 - 鶯沢工業高校前駅 - 細倉マインパーク前駅